# La Aguada y Costa Azul
Pour les articles homonymes, voir Aguada.
La Aguada y Costa Azul est une ville et une station balnéaire de l'Uruguay située dans le département de Rocha. Sa population est de 1 103 habitants.
La ville possède des plages sur l'océan Atlantique.

## Population
| Année | Population |
| ----- | ---------- |
| 1963  | 210        |
| 1975  | 454        |
| 1985  | 967        |
| 1996  | 1 125      |
| 2004  | 1 103      |

,